# Argjend Miftari
Argjend Miftari, född 29 januari 2004 är en svensk fotbollsspelare (mittfältare) som spelar för BK Olympic, på lån från Mjällby AIF. 

## Klubblagskarriär
Argjend Miftari är uppvuxen i Kristianstad och spelade som ung för Kristianstad BoIS. Efter att klubbens slagits samman med Kristianstads FF uppgick pojklaget i den nybildade föreningen Kristianstad FC. Bara två år in på sammanslagningen valde dock P04-laget, som Miftari tillhörde, att bryta sig ur och bilda den nya klubben Kristianstad United.
Inför säsongen 2020 gjorde Miftari flytten till Mjällby AIF. Efter två och ett halvt år i klubbens akademi skrev Miftari sommaren 2022 på sitt första A-lagskontrakt med klubben, men fortsatte därefter träna med P19-laget. Den 6 november 2022 fick han för första gången plats i en allsvensk trupp. Då han från bänken fick se Mjällby AIF vinna årets sista match när Djurgårdens IF besegrades med 1-0. Tävlingsdebuten dröjde därmed ytterligare en säsong men den 30 juli 2023 fick Miftari göra sitt första framträdande i Allsvenskan, då han hoppade in med fem minuter kvar att spela av 0-1-förlusten mot Djurgårdens IF den 30 juli 2023.
I mars 2024 lånades Miftari ut till Ettan Södra-klubben BK Olympic på ett säsongslån.

## Landslagskarriär
Argjend Miftari har möjlighet att representera Sverige och Albanien.
I januari 2020 debuterade Miftari för Albaniens P16-landslag, då han medverkade i en turnering i Turkiet.

## Statistik
| Klubb              | Säsong             | Liga               | Liga    | Liga | Nationell cup | Nationell cup | Internationell cup | Internationell cup | Övrigt  | Övrigt | Totalt  | Totalt |
| Klubb              | Säsong             | Division           | Matcher | Mål  | Matcher       | Mål           | Matcher            | Mål                | Matcher | Mål    | Matcher | Mål    |
| ------------------ | ------------------ | ------------------ | ------- | ---- | ------------- | ------------- | ------------------ | ------------------ | ------- | ------ | ------- | ------ |
| Mjällby AIF        | 2023               | Allsvenskan        | 2       | 0    | 0             | 0             | -                  | -                  | -       | -      | 2       | 0      |
| Totalt i karriären | Totalt i karriären | Totalt i karriären | 2       | 0    | 0             | 0             | 0                  | 0                  | 0       | 0      | 2       | 0      |